# 1989년 태평양 돌핀스 시즌
1989년 태평양 돌핀스 시즌은 태평양 돌핀스가 KBO 리그에 참가한 2번째 시즌으로, 삼미 슈퍼스타즈, 청보 핀토스 시절까지 합하면 8번째 시즌이다. 김성근 감독이 팀을 이끈 첫 시즌이며, 팀은 정규 시즌 3위에 올라 인천 연고팀 사상 처음으로 포스트 시즌에 진출했다. 이후 준플레이오프에서 삼성 라이온즈를 2승 1패로 이기고 플레이오프에 진출했으나 해태 타이거즈에게 무승 3패로 밀리며 탈락했는데 15선발승으로 이강철과 최다 선발승 타이틀을 공동 차지한 박정현이 준플레이오프에서 입은 허리부상 탓인지   플레이오프에 결장한 것이 컸다.
한편, 전년도인 1988년 시즌 도중 해태 좌완 김정수를 이적료 5000만원 받고 트레이드로 데려올 계획이었으나 이 무렵 해태 김대현의 갑작스런 교통사고 사망 때문에 무산됐으며 같은 해 말 롯데 최동원을 트레이드로 영입할 예정이었지만 삼성으로 떠나 무산되어 간판급 타 팀 선수 영입에 실패했고 1988년 11월 22일 삼성(김시진 허규옥 오대석 전용권) - 롯데(최동원 오명록 김성현) 사이의 맞트레이드 과정 당시 이들과 포지션이 겹쳤던 롯데 선수들이 태평양 유니폼을 입었는데 정영기(유격수)가 대형 트레이드 이틀 뒤인 1988년 11월 24일 이충우와 함께 박상국과의 맞트레이드를 통해(본인(정영기)의 포지션이 오대석과  중첩되어서), 홍문종(중견수)이 1988년 11월 25일 자유계약선수로(본인(홍문종)의 포지션이 허규옥과 중첩되어서) 풀린 후  1달 뒤인 12월 5일 태평양과 입단계약을   체결했으며 1988년 11월 22일 삼성 - 롯데 사이의 맞트레이드 선수 중 하나였던 김시진은 1993년 1월 태평양 투수코치로 부임했는데 1991년 시즌 후 정동진 감독이 태평양 감독으로 부임할 당시 투수코치로 영입될 계획이었으나 태평양 측에서 대구 출신 코치들이 많다는 이유로 반대하여 무산됐고 1988년 12월 21일 삼성(장효조 장태수(투수)) 롯데(김용철 이문한) 사이의 맞트레이드 선수 중 하나였던 장효조는 1991년 시즌 뒤  정동진 감독이 태평양 감독으로 부임할 당시 1군 타격코치 제의를 받았지만 단순 하마평에 그쳤다.

## 타이틀
- KBO 골든글러브: 김일권 (외야수)
- KBO 신인상: 박정현
- 올스타 선발: 이광길 (2루수)
- 올스타전 추천선수: 김동기, 이선웅
- 컴투스프로야구 내일은 신인왕 라인업: 박정현 (선발투수)
- 컴투스프로야구 80년대 올스타: 최창호 (중계투수)
- WAR: 박정현 (8.34)
- 출장(타자): 이광길, 김동기 (120)
- 2루타: 김동기 (25)
- 도루: 김일권 (62) -> 구단 역대 1위
- 선발승: 박정현(15)(이강철과 공동 1위)

## 선수단
- 선발투수 : 박정현, 최창호, 정은배, 김신부
- 구원투수 : 박은진, 임호균, 조도연, 정명진, 김봉근, 박상범, 조병천, 천창호
- 마무리투수 : 양상문, 정명원, 신완근, 허정욱, 배경환, 이상구, 노민승
- 포수 : 김동기, 최영환, 김진한, 이재호
- 1루수 : 이선웅, 김일환
- 2루수 : 이광길
- 유격수 : 원원근, 곽권희, 정영기
- 3루수 : 유동효, 이희성, 김바위
- 좌익수 : 홍문종, 정진호
- 중견수 : 김일권, 박준태
- 우익수 : 김윤환, 김진규, 양후승
- 지명타자 : 김한근, 이광근, 여태구, 김풍기, 이연수, 이상대, 양승관

## 특이 사항
- 구단은 이 시즌부터 기존 숭의 야구장 외에 수원 야구장도 홈구장으로 사용했다.
- 김신부는 5월 19일 해태 타이거즈와의 경기에서 용병 투수 중 KBO 리그 사상 최초로 타석을 소화했다. 다만 결론적으로 이 시즌 타자 WAR -0.06, 공격 WAR -0.06에 그쳐 KBO 리그 역대 용병 투수 중 단일 시즌 최저 타자 WAR, 공격 WAR 기록을 세웠다.
- 정명원은 4번의 보크를 범해 역대 단일 시즌 최다 보크 타이 기록을 세웠다.
- 김일권은 도루 62개를 기록해 구단 사상 단일 시즌 최다 기록을 세우며 도루왕에 올랐으나, 도루 실패도 22개나 범해 구단 사상 단일 시즌 최다 기록을 세웠다. 또한 KBO 리그 사상 최초로 통산 도루실패 100회를 기록했다.
- 최창호는 볼넷을 114회 내줘 구단 사상 단일 시즌 최다 볼넷 허용 투수가 되었다.
- 이선웅은 도루를 11번 시도해 모두 성공하여 KBO 리그 역대 규정 타석을 채운 타자 중 최초로 단일 시즌 도루성공률 100%를 기록했다.
- 박정현은 WAR 8.34로 태평양 돌핀스 사상 단일 시즌 WAR 1위였다.
- 이재호는 이 시즌을 끝으로 은퇴하여 KBO 리그 사상 최초로 통산 타율, 출루율 1.000을 기록하고 은퇴한 선수가 되었다.
- 팀은 삼성 라이온즈와 KBO 리그 사상 최초의 준플레이오프를 치렀고, 여기서 승리하여 KBO 준플레이오프의 첫 시리즈 승리 팀이 되었다. 1차전 선발투수 박정현이 KBO 준플레이오프의 1호 등판 투수이자 승리투수가 되었다.
- 김동기는 KBO 리그 역대 최초로 정규 시즌 전 경기에 출전한 포수가 되었고, 삼성 라이온즈와의 준플레이오프 1차전에서는 끝내기 3점 홈런을 쳐 KBO 리그 준플레이오프 사상 최초의 홈런 겸 끝내기의 주인공이 되었다.
- 이선웅은 포스트시즌에서 출루율 0.050에 그쳐 0.000이 아닌 선수들 중 KBO 리그 역대 단일 포스트시즌 최저 출루율을 기록했다.
- 신완근은 KBO 리그 역대 단일 포스트시즌 최초로 피안타율 1.000, 평균자책점 99.99를 기록한 선수가 되었다.
- 박정현은 고의4구 12회로 구단 사상 단일 시즌 최다 고의4구 허용 기록을 세웠으나 인플레이 타구 피안타율은 규정 이닝 충족 투수들 중 구단 사상 단일 시즌 최저치를 기록하여 구단 사상 첫 KBO 신인상 수상자에 등극했다.
- 박정현은 포스트시즌에서 19.1이닝 무실점을 기록하여 구단 사상 최초로 단일 포스트시즌 무실점 투수이자 단일 포스트시즌 최다 이닝 무실점 투수가 되었다.
- 최영환은 이 시즌에 포스트시즌 1경기에 출전한 것이 커리어 사상 유일한 포스트시즌 출전인데, 그 경기에서 1타수 1안타를 기록하여 구단 사상 단일 포스트시즌 타율 1.000을 기록한 유일한 선수가 되었다.
- 신완근은 포스트시즌에서 0.1이닝 4실점에 그쳐 KBO 리그 사상 최초로 단일 포스트시즌 평균자책점 100을 넘겼다.
- 1990 신인드래프트에서 고졸연고지명으로 가내영을 영입했다. 가내영은 KBO 리그 역대 1군 출전 경험이 있는 선수들을 가나다순으로 나열했을 때 첫번째에 놓이는 이름이다.

## 같이 보기
- 1990년 태평양 돌핀스 시즌
- 1991년 태평양 돌핀스 시즌
- 1992년 태평양 돌핀스 시즌